# Sylvère Maes
Pour les articles homonymes, voir Maes.
À ne pas confondre avec Romain Maes, vainqueur du Tour de France 1935, sans lien de parenté.
Sylvère Maes, né le 27 août 1909 à Zevekote (Flandre-Occidentale) et mort le 5 décembre 1966 à Ostende (Flandre-Occidentale), est un coureur cycliste belge. Il a notamment remporté le Tour de France en 1936 et 1939, et Paris-Roubaix en 1933. 

## Biographie
Sylvère Maes commence sa carrière professionnelle en individuel en août 1932. Il est recruté en 1933 par Alcyon, équipe phare de l'époque. Il lui reste fidèle jusqu'en 1941.
Durant sa première année avec Alcyon, Sylvère Maes remporte Paris-Roubaix ainsi que le critérium international de cyclo-cross (championnat du monde officieux). En 1934, il participe à son premier Tour de France, en individuel. Il se classe huitième, et assure ainsi avec Félicien Vervaecke une meilleure représentation des Belges au classement général que l'équipe de Belgique, dont la plupart des membres ont abandonné. Il remporte la dernière étape, au Parc des Princes à Paris. En 1935, il s'engage à nouveau au Tour en tant qu'individuel, puis rejoint l'équipe de Belgique en cours de course à la suite de l'abandon de l'un de ses membres. Dans les Pyrénées, il part en compagnie de son coéquipier Félicien Vervaecke à la poursuite de René Vietto, seul à l'avant. Ils le rejoignent puis le distancent. À Luchon, où Sylvère Maes gagne l'étape, ils passent la ligne d'arrivée avec 20 minutes d'avance, sur un groupe comprenant Vietto et le vainqueur de ce Tour, le Belge Romain Maes,. Sylvère Maes termine ce Tour à la 4e place.
Au départ du Tour de France 1936, il est cette fois engagé dans l'équipe de Belgique. Le Français Maurice Archambaud, porteur du maillot en abordant les étapes alpestres, le cède à Sylvère Maes à Briançon. Le seul adversaire de Maes pour la victoire est le Français Antonin Magne. La victoire de l'équipe de Belgique lors des contre-la-montre par équipes à Montpellier et Perpignan conforte l'avance de Maes. Ce dernier remporte l'étape Luchon-Pau, tandis que Magne, décroché, perd 16 minutes. Une dernière victoire belge au contre-la-montre par équipes de La Rochelle permet à Sylvère Maes de remporter ce Tour avec près de 27 minutes d'avance sur Antonin Magne, en ayant gagné 4 étapes,.
Lors du Tour de France 1937, Sylvère Maes s'empare du maillot jaune à Digne-les-Bains, aux dépens de Gino Bartali, blessé en tombant la veille. Celui-ci finit par abandonner, et le maillot jaune est l'objet d'une lutte entre Maes et le Français Roger Lapébie. Déjà lauréate du contre-la-montre par équipes à Champagnole, l'équipe belge s'impose à nouveau dans cet exercice à Marseille. Cette domination des Belges conduit Henri Desgrange à supprimer les contre-la-montre par équipes en 1938. Dans les Pyrénées, la tension monte entre les équipes belge et française. Lors de l'étape Luchon-Pau, une pénalité d'une minute et 30 secondes est infligée à Lapébie, pour avoir été poussé. Le lendemain, Maes est à son tour pénalisé de 15 secondes, pour avoir bénéficié de l'aide de coureurs individuels belges. Après l'arrivée à Bordeaux, l'équipe de Belgique quitte la course pour protester contre son agression par le public bordelais. Maes laisse ainsi le maillot jaune à Lapébie, qui gagne ce Tour,.

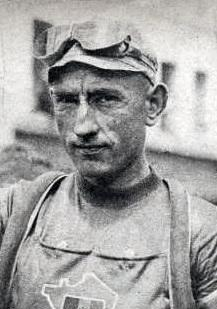
Sylvère Maes en 1939.

En 1938, Sylvère Maes s'illustre sur les classiques en finissant deuxième du Tour des Flandres et de la Flèche wallonne et cinquième de Liège-Bastogne-Liège. Lors du Tour de France, il fléchit dès la première étape des Pyrénées. Il perd près de 30 minutes et est écarté de la lutte pour la victoire, tandis que Vervaecke s'empare du maillot jaune. Celui-ci s'incline dans les Alpes face à Gino Bartali, tandis que Maes, plus en forme que dans les Pyrénées, remonte au classement pour finir 14e de ce Tour.
Sylvère Maes participe en 1939 à son sixième et dernier Tour de France. Lors de la principale étape pyrénéenne, il perd son camarade Félicien Vervaecke, et s'emploie avec René Vietto, alors maillot jaune, à limiter l'avance de son propre coéquipier, Edward Vissers, qui gagne l'étape. En colère, il affirme avec véhémence le soir venu à son équipe qu'il est le seul à pouvoir gagner le Tour. Durant la 15e étape, il distance Vietto peu avant le col d'Izoard, et remporte l'étape à Briançon avec 17 minutes d'avance sur son principal rival. Il accroit son avance deux jours plus tard en gagnant l'étape contre-la-montre passant par le col de l'Iseran. Il remporte son deuxième Tour de France. Vietto, deuxième, est relégué à plus de 30 minutes. Maes emporte aussi le Grand Prix de la montagne. À l'issue de cette course, il déclare ne plus vouloir y prendre part : « Le Tour est devenu beaucoup trop dur avec ses nombreuses étapes contre-la-montre et son accumulation de cols ! Les régionaux français provoquant la bataille tous les jours, et ceux qui organisent leur course en fonction du classement général sont obligés de suivre. Vous ne me reverrez plus dans cette galère. » À cause de la Seconde Guerre mondiale et de l'Occupation allemande de la France, le Tour de France n'aura plus lieu avant 1947.
En 1946, il s'engage dans l'équipe Mercier. Il prend la cinquième place du Tour d'Italie 1947 avec l'équipe Olmo. Après huit ans d'interruption, le Tour de France reprend en 1947. Tenant du titre, il est prévu que Sylvère Maes porte le maillot jaune au départ de la course. Il déclare cependant forfait et le Tour démarre sans maillot jaune.
Maes met fin à sa carrière en 1948. Il devient directeur sportif des Aiglons belges en 1949, et de l'équipe nationale belge de 1950 à 1957.

## Palmarès

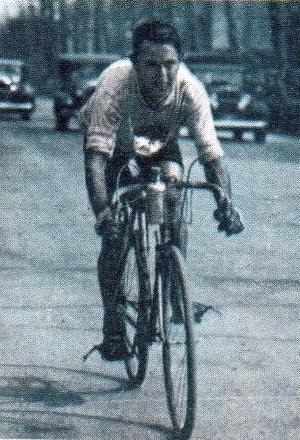
Sylvère Maes en course.

### Palmarès année par année
- 1932
  - Bruxelles-Luxembourg-Mondorf :
    - Classement général
    - 2e étape

  - Omloop van het Vlaamse Land
  - Bruxelles-Bellaire
  - 2e du Championnat des Flandres
  - 7e du Grand Prix des Nations
- 1933
  - Critérium international de cyclo-cross
  - Paris-Roubaix
  - Coupe Sels
  - Circuit du Brabant
  - 2e du Circuit de Flandre occidentale
  - 2e du Circuit de l'Allier
  - 3e du Grote Prijs Dr. Eugeen Roggeman
  - 10e du Tour des Flandres
  - 10e de Paris-Bruxelles
- 1934
  - 23e étape du Tour de France
  - 2e du critérium international de cyclo-cross
  - 3e du Circuit de Flandre orientale
  - 8e du Tour de France
  - 9e de Paris-Bruxelles
- 1935
  - 15e étape du Tour de France
  - 3e des Six Jours de Paris (avec Romain Maes)
  - 4e du Tour de France
  - 9e de Paris-Bruxelles
- 1936
  - Tour de France :
    -  Classement général
    - 13eb (contre-la-montre), 14eb (contre-la-montre), 16e et 18eb (contre-la-montre) étapes

  - 2e de Paris-Rennes
  - 3e du Derby du Nord
  - 4e de Paris-Bruxelles
  - 10e de Paris-Tours
- 1937
  - 5eb étape du Tour de France (contre-la-montre)
  - 6e de Paris-Bruxelles
  - 8e de Paris-Nice
  - 9e du Tour des Flandres
- 1938
  - 3e et 7e étape du Tour du Sud-Ouest
  - 2e du Tour des Flandres
  - 2e de la Flèche wallonne
  - 5e de Liège-Bastogne-Liège
- 1939
  - Circuit du Morbihan :
    - Classement général
    - 2e étape

  - Tour de France
    -  Classement général
    -  Grand Prix de la montagne
    - 15e et 16eb (contre-la-montre) étapes

  - 5e de Paris-Tours
- 1947
  - 5e du Tour d'Italie

### Résultats sur les grands tours

#### Tour de France
6 participations 
- 1934 : 8e, vainqueur de la 23e étape
- 1935 : 4e, vainqueur de la 15e étape
- 1936 :  Vainqueur du classement général, vainqueur des 13eb (contre-la-montre), 14eb (contre-la-montre), 16e et 18eb (contre-la-montre) étapes,  maillot jaune pendant 12 jours
- 1937 : non-partant (17e étape), vainqueur de la 5eb étape (contre-la-montre)
- 1938 : 14e
- 1939 :  Vainqueur du classement général,  vainqueur du Grand Prix de la montagne, vainqueur des 15e et 16eb (contre-la-montre) étapes,  maillot jaune pendant 4 jours

#### Tour d'Italie
1 participation 
- 1947 : 5e